# Old Belvedere Rugby Football Club
L'Old Belvedere Rugby Football Club è un club irlandese di rugby a 15 avente sede a Dublino, nella provincia di Leinster.

È stato fondato nel 1930.

Durante la stagione 2013-2014 disputerà la Division 1A del campionato irlandese.

## Palmarès
- All-Ireland League: 1
  - 2010-2011.
- Leinster Senior Cup di Rugby a 15: 11
  - 1939-1940, 1940-1941, 1941-1942, 1942-1943, 1943-1944, 1944-1945, 1945-1946, 1950-1951, 1951-1952, 1967-1968.
  - 2006-2007.
- Metropolitan Cup: 7
  - 1935-1936, 1936-1937, 1944-1945, 1945-1946, 1951-1952, 1955-1956, 2003-2004.